# Hydroptila bispina
Hydroptila bispina är en nattsländeart som beskrevs av Douglas E. Kimmins 1962. Hydroptila bispina ingår i släktet Hydroptila och familjen smånattsländor. Inga underarter finns listade i Catalogue of Life.